# Peperomia secunda
Peperomia secunda är en pepparväxtart som beskrevs av Ruiz & Pav.. Peperomia secunda ingår i släktet peperomior, och familjen pepparväxter. Inga underarter finns listade i Catalogue of Life.